# Mobilezone Holding
Die Mobilezone Holding AG mit Sitz in Rotkreuz, Schweiz, ist ein in der Mobil- und Festnetztelefonie tätiges Unternehmen, das seit 2001 an der Schweizer Börse SIX notiert ist. Die einzelnen Geschäftsbereiche sind unter einem Holding-Dach in mehreren Tochtergesellschaften organisiert. Die Unternehmensgruppe beschäftigt Ende 2021 rund 1000 Mitarbeiter und erwirtschaftete 2021 einen Konzerngewinn von 50,7 Millionen Schweizer Franken. mobilezone wurde 1999 gegründet als Mobiltelefonverkäufer. Ruedi Baer war Mitgründer des Unternehmens. Die mobilezone-Gruppe ist in der Schweiz und in Deutschland an den Standorten Rotkreuz, Urnäsch, Zürich, Köln, Bochum, Münster und Berlin tätig.

## Geschäftsbereiche

### Marktgebiet Schweiz
Zu der mobilezone holding ag gehören die Schweizer Tochtergesellschaften mobilezone ag, die TalkTalk AG, Digital Republic AG und die mobilezone reload ag.
Das Geschäftsmodell der mobilezone ag basiert auf Vereinbarungen mit den in der Schweiz aktiven Mobilfunkbetreibern, die mobilezone für die Vermittlung von Neukunden und Abo-Verlängerungen entschädigen (Einmalprovisionen). Die Provisionen erlauben es mobilezone, die Mobiltelefone zu niedrigen Preisen oder gratis an die Kunden abzugeben. Kernbereich ist die Sparte Handel mit der im Mai 1999 gegründeten mobilezone ag mit über 120 Verkaufsstellen in allen Sprachregionen der Schweiz.
Die mobilezone business richtet sich an Firmenkunden und bietet diesen Beratung und individuelle Produkte im Bereich Telekommunikation für KMU und Grossunternehmen. mobilezone fungiert dabei als Schnittstelle zwischen Telekomanbietern, Geräteherstellern und Unternehmen und unterstützt Firmen jeder Branche bei individuellen Gesamtlösungen.
TalkTalk ist ein Mobile Virtual Network Operator und ein Tochterunternehmen von mobilezone. Sie bietet als Mobilfunkanbieter ohne eigene Netzinfrastruktur seinen Kunden in der Schweiz Abos für Mobilfunk, Festnetztelefonie und Internet auf dem Netz von Sunrise an. Die mobilezone reload ag ist autorisierter Partner aller Hersteller und bietet Retailern, Netzwerkbetreibern, Versicherern und Firmenkunden Produkte für die Instandhaltung, Wiederaufbereitung und Verwertung von Mobile Electronics.

### Marktgebiet Deutschland
2019 hat mobilezone die SH Telekommunikation Deutschland GmbH (spätere powwow GmbH, heute mobilezone GmbH) übernommen. In Deutschland betreibt mobilezone mit der mobilzone-GmbH alle E-Commerce-Endkundenmarken.
Die Marken Sparhandy und Deinhandy sind in erster Linie spezialisiert auf Bundle Deals, also Angebote aus Abo und Mobilgerät.
Der Teleshopping-Sender Handystar bietet Angebote rund um Smartphones und Mobilabos.
Der hauseigene Mobilfunkprovider HIGH ist das Pendant zur Schweizer TalkTalk. Der indirekte B2B-Handel ist unter der Dachmarke mobilezone handel gebündelt.

## Organisation
Der ehemalige CEO von Sunrise, Olaf Swantee, wurde auf der Generalversammlung vom 7. April 2021 zum Verwaltungsratspräsidenten der mobilezone holding ag gewählt.